# Batsümber
Batsümber (tiếng Mông Cổ: Батсүмбэр) là một sum của tỉnh Töv ở Mông Cổ. Vào năm 2007, dân số của sum là 6.525 người.

## Địa lý
Sum có diện tích khoảng 2.500 km2. Trung tâm sum, Mandal, nằm cách tỉnh lỵ Zuunmod 145 km và thủ đô Ulaanbaatar 98 km.

### Khí hậu
Batsümber có nhiệt độ trung bình hàng năm là 1 °C. Tháng ấm nhất là tháng 7, khi nhiệt độ trung bình là 22 °C và lạnh nhất là tháng 1, với −24 °C. Lượng mưa trung bình hàng năm là 397 mm. Tháng ẩm ướt nhất là tháng 6, với lượng mưa trung bình là 88 mm, và khô nhất là tháng 2, với 2 mm.

## Kinh tế
Sum có một trường học, bệnh viện, nhà văn hóa và viện điều dưỡng.